# Enfermedad de Dupuytren
La enfermedad de Dupuytren (también llamada contractura de Dupuytren) es una fibrosis en la fascia palmar de origen desconocido que provoca el cierre progresivo de la mano por retracción de la aponeurosis palmar superficial. En una mano normal existe un tejido que se encuentra ubicado entre la piel y los tendones flexores denominado aponeurosis palmar superficial. Este tejido tiene la forma de un triángulo cuyo vértice se encuentra en la muñeca y su base está dirigida hacia los dedos. A su vez esta aponeurosis tiene prolongaciones que van hacia cada uno de los dedos y el pulgar.
La retracción de la aponeurosis palmar y sus prolongaciones digitales van formando nódulos y cuerdas fácilmente palpables que cierran lenta, pero progresivamente la mano. Generalmente los dedos involucrados son el meñique y el anular, pero todos pueden afectarse aisladamente o en conjunto.
Guillaume Dupuytren (1831) fue el médico que describió su anatomía patológica, su curso clínico y su posible etiología, además de proponer un tratamiento.

## Factores de riesgo y posibles causas
La operación regular de maquinaria pesada incrementa el riesgo de desarrollar la contractura de Dupuytren; la historia familiar, diabetes, enfermedad hepática, alcoholismo, epilepsia, tuberculosis pulmonar, son también factores a tener en cuenta. La cirugía de mano puede paliar el crecimiento de nódulos y tendones, si una inclinación existe antes. La contractura puede ser acompañada de síndrome fibroso como la enfermedad de La Peyronie, enfermedad de Ledderhose y la tiroiditis de Riedel.
Los descendientes de pueblos del norte europeo presentan un riesgo más alto. Samuel Beckett, Ronald Reagan, Margaret Thatcher, Bill Nighy, José Feliciano son algunos pacientes famosos. Aunque hay una predominancia caucásica, muchos negros caribeños pueden presentar esta contractura.
Esta enfermedad es una afección muy específica y afecta principalmente a:
- Poblaciones con ancestros de Escandinavia, norte de Europa,[1][2] particularmente los descendientes de vikingos y normandos.
- Hombres más que mujeres (en la proporción 10:1)[1]
- Población de más de 40 años
- Población con historia familiar (60 a 70 % de aquellos afectados tienen una predisposición genética a padecer esta contractura)[3]
- Personas con displasia epifisaria múltiple.

Se ha encontrado correlación entre esta enfermedad y:
- tabaquismo;
- diabetes, problemas de tiroides, epilepsia;
- alcoholismo, enfermedad hepática.

Existen teorías acerca de que esta afección pueda ser causada por trauma físico, como en las labores manuales u otras sobreexigencia de las manos. Sin embargo, plantea dudas el hecho de que esta contractura no se presente siempre en la mano de uso predominante.

## Síntomas
La primera manifestación de la enfermedad es la aparición de un nódulo duro en la zona de los pliegues de la palma de la mano que molesta por la presencia del mismo, pero no duele. Habitualmente el paciente cree que es un callo por trabajo manual y no realiza la consulta médica en forma temprana. Luego progresivamente el nódulo se transforma en una cuerda que se va extendiendo hacia los dedos y va cerrando la mano. En los estadios finales de la enfermedad la persona afectada no puede abrir la mano, dificultándose la toma de objetos y la higiene de la misma.

## Diagnóstico
El diagnóstico de la enfermedad de Dupuytren es exclusivamente clínico. Si el paciente consulta en las primeras etapas de la enfermedad el médico notará el nódulo y/o la cuerda en la palma de la mano, y un muy leve déficit para la extensión del dedo. Pero habitualmente el paciente llega tarde a la consulta y el cirujano diagnostica rápidamente la enfermedad al darle simplemente la mano para saludarlo. El médico evaluará toda la mano afectada dedo por dedo para finalmente examinar la mano opuesta, ya que no es raro que aparezca de manera bilateral.

## Tratamiento
Los tratamientos hasta ahora aceptados para la enfermedad de Dupuytren son los siguientes:
- cirugía (en casos de severas contracturas, eliminándola);
- terapia de radiación (específicamente en estadios tempranos, inhibe su desarrollo contractural);
- aponeurotomía de agujas (afloja la contractura);
- triamcinolona (kenalog), sus inyecciones proveen alguna mejoría;
- inyecciones de colagenasa con rotura de cuerdas 24 horas después por un profesional de salud.

La técnica quirúrgica consiste en abrir la piel encima de los tendones afectados y escindirlos, eliminando el tejido fibroso. Los dedos pueden luego no llegar a su extensión máxima, lo cual se resuelve con terapia kinesiológica postoperatoria. Es un procedimiento no curativo, ya que la fascia remanente no afectada puede aún desarrollar la enfermedad y en muchos casos son necesarias cirugías ulteriores. Además, la fascia engrosada suele tomar nervios y arterias digitales, por lo que existe riesgo de dañarlos.
Tratar esta enfermedad con rayos X de baja energía (radioterapia) puede curar a largo plazo la contractura de Dupuytren, especialmente si se aplican tempranamente.
El uso de las agujas de aponeurotomía para el tratamiento, es una técnica mínimamente invasiva, en la cual los tendones se debilitan insertando y manipulando una pequeña aguja. Una vez hecho eso, los tendones afectados pueden reacomodarse para volver a traccionar normalmente. Los nódulos no se eliminan y pueden reaparecer.
Otra técnica, consiste en utilizar inyecciones de colagenasa extraída de Clostridium histolyticum, con rotura de la cuerda ejerciendo extensión del dedo con presión moderada de 10-20 segundos por un profesional de salud 24 horas después de la aplicación, con buenos resultados. El tratamiento fue aceptado por la Food and Drug Administration (FDA) bajo el nombre Xiaflex en 2010.
La contractura de Dupuytren no es una condición peligrosa, y frecuentemente no es necesario realizar tratamiento alguno. Aunque se haga, no hay un modo permanente de parar o curar la afección. Si se acompaña de dolor, la inyección puede aliviarlo. Si el dolor persiste o la función de la mano se hace seriamente imposibilitante, una cirugía estaría ampliamente indicada.